# Viguiera flava
Viguiera flava là một loài thực vật có hoa trong họ Cúc. Loài này được (Hemsl.) S.F.Blake miêu tả khoa học đầu tiên năm 1918.